# Llum BCN
Llum BCN, Festival Internacional d’Arts Lumíniques és un festival celebrat anualment a la ciutat de Barcelona el barri del Poblenou i els entorns de la plaça de les Glòries des de l'any 2012, amb motiu de la Festa Major d'hivern de la ciutat, en honor de la seva copatrona Santa Eulàlia.
La iniciativa aplega tradició i "noves formes d'expressió" artístiques en què la llum és protagonista a la ciutat, transformant edificis emblemàtics i patis d'interior d'illa, i compta amb la participació de diverses entitats de la ciutat com l'Associació Professional de Dissenyadors d'Il·luminació, l'Institut de Ciències Fotòniques, i professors i estudiants de diverses escoles de disseny (ELISAVA, UPC, ES DAP Llotja, La Salle, BAU, ETSAB, ESAD, IAAC, EINA, FX BARCELONA FILM SCHOOL i IED). Totes les propostes es podran visitar quan es faci fosc.

## Edicions

### 4a edició 2015
L'any 2015, la ciutat de Barcelona ha proposat tres rutes (mar, catedral, i rambla) que permeten descobrir les més de vint instal·lacions que formaran part del festival, entre les quals el Palau Moja, a la Rambla, el porxo del Saló del Tinell, o les façanes d'edificis emblemàtics com l'Ajuntament o la Pedrera.
A més, el festival s'aprofita com a tret de sortida de l'Any Internacional de la Llum, que la ciutat i l'Institut de Ciències Fotòniques celebren a proposta de les Nacions Unides.

### 7a edició 2018
La 7a edició del festival, l'any 2018, va ser la més ambiciosa que s'havia fet mai; es duplicaven el nombre d'instal·lacions i espectacles respecte a l'edició anterior i va canviar d'escenari instal·lant-se al barri de Poblenou, deixant enrere Ciutat Vella. La raó d'aquest canvi va ser per evitar les cues de les darreres edicions ja que el festival despertava cada cop més interès.
El festival va recórrer els carrers de Poblenou durant tres dies d'activitats, 47 muntatges lumínics i 35 artistes i estudiants. L'artista convidada de l'any va ser la creadora canadenca Monique Savoie, fundadora de la reconeguda Societé des Arts Technologiques de Mont-ral. El programa va doblar el pressupost del 2017.
En general van predominar les propostes de caràcter vanguardista, dins la línia habitual d'apostar per l'experimentació artística, amb artistes com Brodas Bross i Franc Aleu.

### 8a edició 2019
L'edició del 2019 es va dur a terme els dies 15, 16 i 17 de febrer i va transformar els carrers de Poblenou en un gran laboratori d'experimentació a l'aire lliure a través de la llum com a mitjà creatiu i del treball dels artistes, dissenyadors i arquitectes de tot el món que exploraven les possibilitats que oferien, en l'espai urbà, tècniques com la il·luminació dinàmica, la projecció a gran escala i els entorns interactius.
El programa va ser dirigit per la María Güell en col·laboració amb en José Luis de Vicente i l'Oriol Pastor. Entre la vintena de participants hi va haver artistes internacionals i pioners de les noves eines digitals com Rafael Lozano-Hemmer, amb la instal·lació a gran escala Sandbox, i Daniel Canoger, amb la videoprojecció Asalto Barcelona en la què els ciutadans (projeccions) prenien l'edifici DHUB com a forma de reclamar un espai públic que era seu i els pertanyia.
Per altra banda, artistes com en Kyle McDonald i en Jonas Jongejan van presentar Light Leaks al pati del Museu Can Framis i en Joanie Lemercier i en Paul Jebanasam van mostrar al llac del DHUB la instal·lació audiovisual i interactiva Constellations.

### 9a edició 2020
En aquesta edició del 14 al 16 febrer 2020, el barri sencer es converteix en un llenç en blanc per a les 25 instal·lacions que hi participen i que omplen de llum, música i fantasia els carrers, places i parcs de Poblenou. 12 creacions que porten signatura d'artistes  premiats de l'audiovisual amb prestigi internacional, 13 destacats autors locals i 17 muntatges d'escoles d'art, disseny, il·luminació i arquitectura. En total 42 espectacles lumínics que fan brillar el Poblenou i desvetllen una nova visió nocturna de barri barceloní.

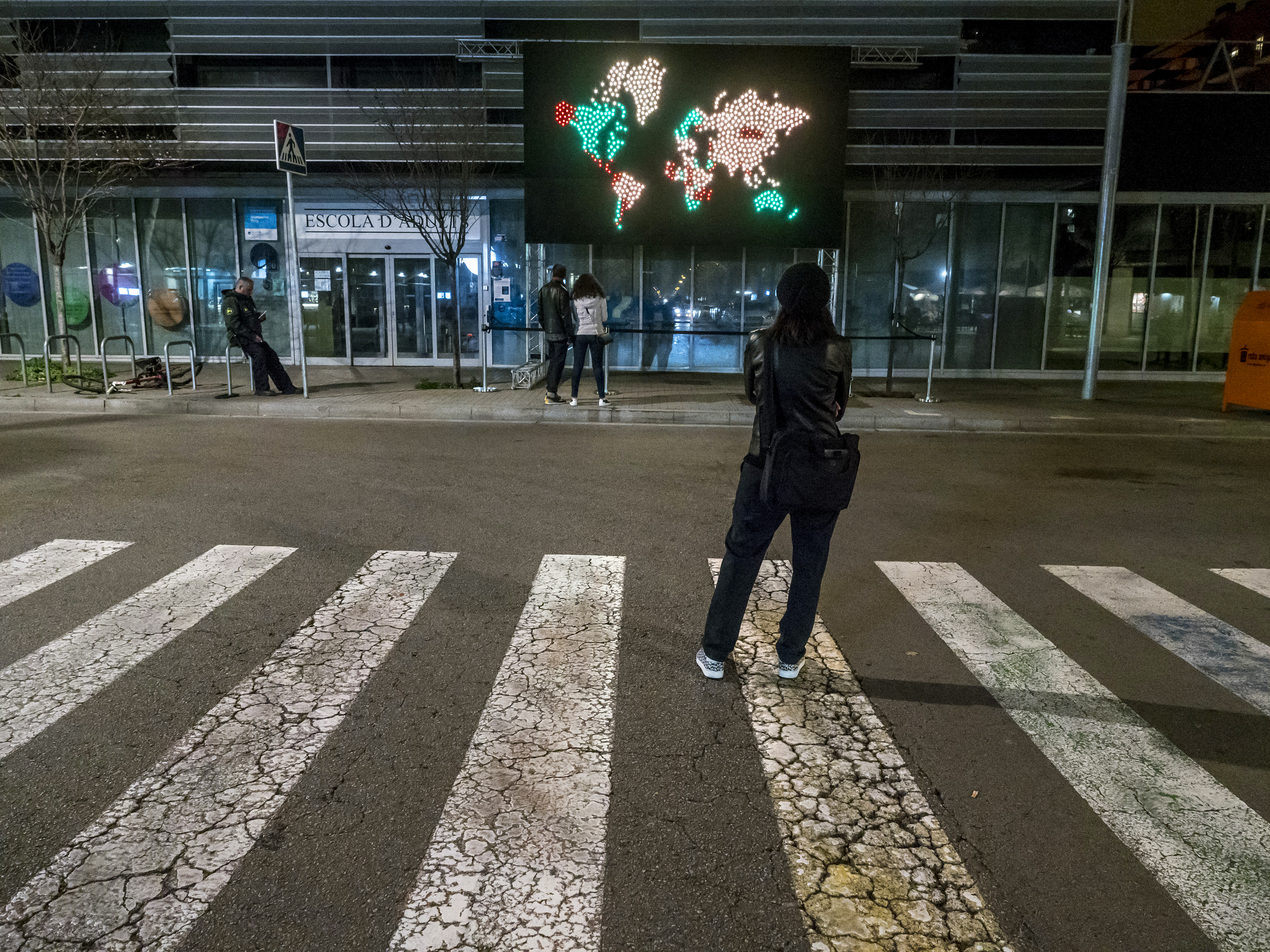
Òmnium Cultural & Anna Carreras, Llum a les desigualtats

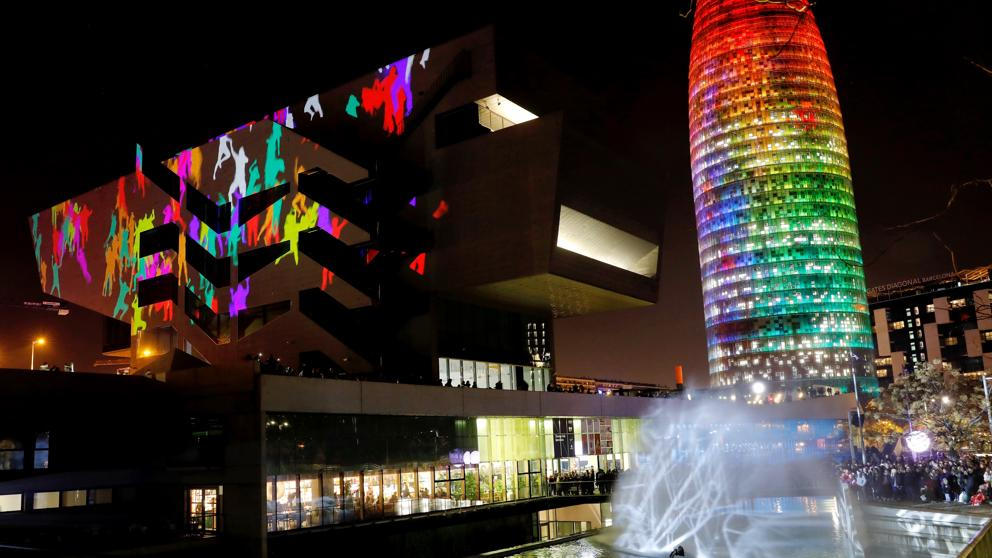
Julio Le Parc, Metamorfosis

Una de les creacions de més bellesa estètica possiblement és Museum of the moon, una lluna gegant que surarà sobre l'estany del Museu del Disseny, obra de l'artista convidat Luke Jerram. Spetrometer, signat per Ledscontrol, il·lumina el centre de la Plaça de les Glòries, mentre que Metamorfosi, de l'artista cinètic argentí Julio Le Parc, és projectat sobre la façana del DHUB. Precisament a l'interior d'aquest museu, les sales A i B exhibeixen The day we left field, de Tundra, i Fiat Lux, del creador Antoni Arola.
Per la seva banda, l'estudi creatiu Ouchhh presenta Datamonolith IA architectural data sculpture, un potent monòlit de llum instal·lat al Parc de Campus Audiovisual de l'22@ (Roc Boronat 147), que queda inaugurat amb aquest festival.
Una de les instal·lacions indoor més vivencials és el Sol, de Kurt Henschlager, a l'Espai 88 (Pamplona, 88), on el visitant, envoltat a l'inici per una foscor absoluta, és sorprès amb una nova experiència ocular.
Més entranyable per als veïns de barri es El tèxtil, un homenatge d'Alba G. Corral a les dones que van treballar en la històrica fàbrica de Ca l'Aranyó, i que es projecta a la façana de la fàbrica que avui presideix el campus interior de la Universitat Pompeu Fabra.
Els diferents punts de partida per a les múltiples rutes possibles del Llum BCN 2020 són la Plaça de les Glòries, amb la pròpia esplanada, el recinte del Museu del Disseny de Barcelona-Disseny Hub (DHUB), el mercat dels Encants i la Torre Glòries (abans Agbar) com escenografies úniques i pantalles de projecció. Des d'aquest lloc convida a passejar a peu pel barri, deixant sorprendre per les obres instal·lades en carrers, places, patis, galeries d'art i fins i tot al campus de la Universitat Pompeu Fabra.

### 10a edició 2021
La 10a edició del 2021 es va celebrar de forma restringida del 5 al 7 de novembre en lloc de febrer a causa del COVID-19. Com és habitual des del 2018, el Poblenou és l'escenari principal del festival. Altres espais són el Parc del Centre del Poblenou, la façana del Disseny Hub, la Torre Glòries, Can Ricart i la platja de la Mar Bella.

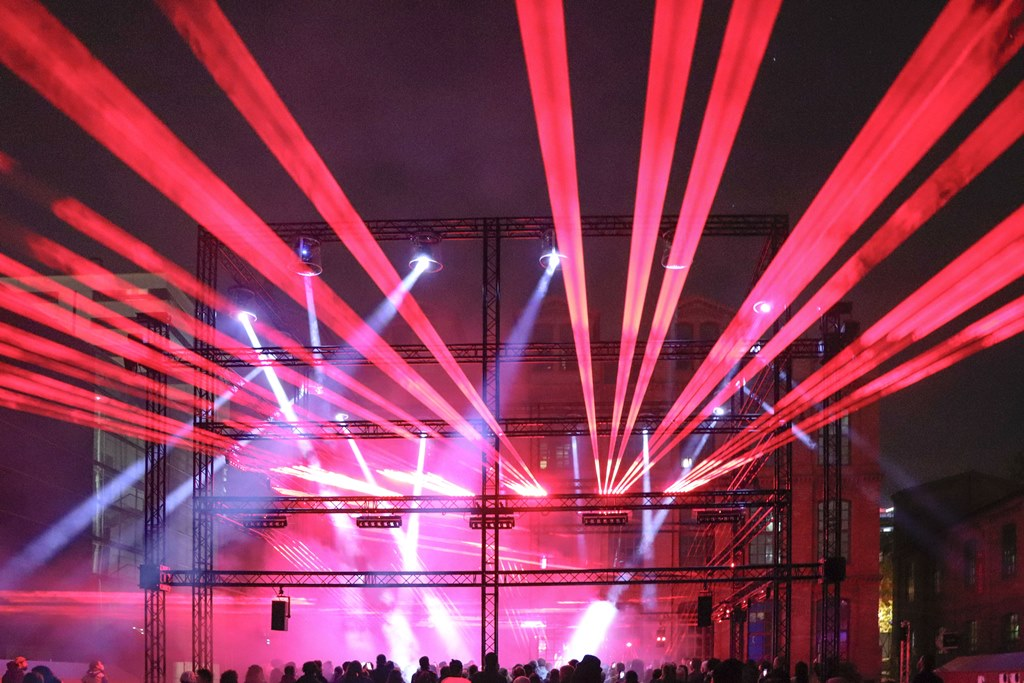
Onionlab, Agorythm

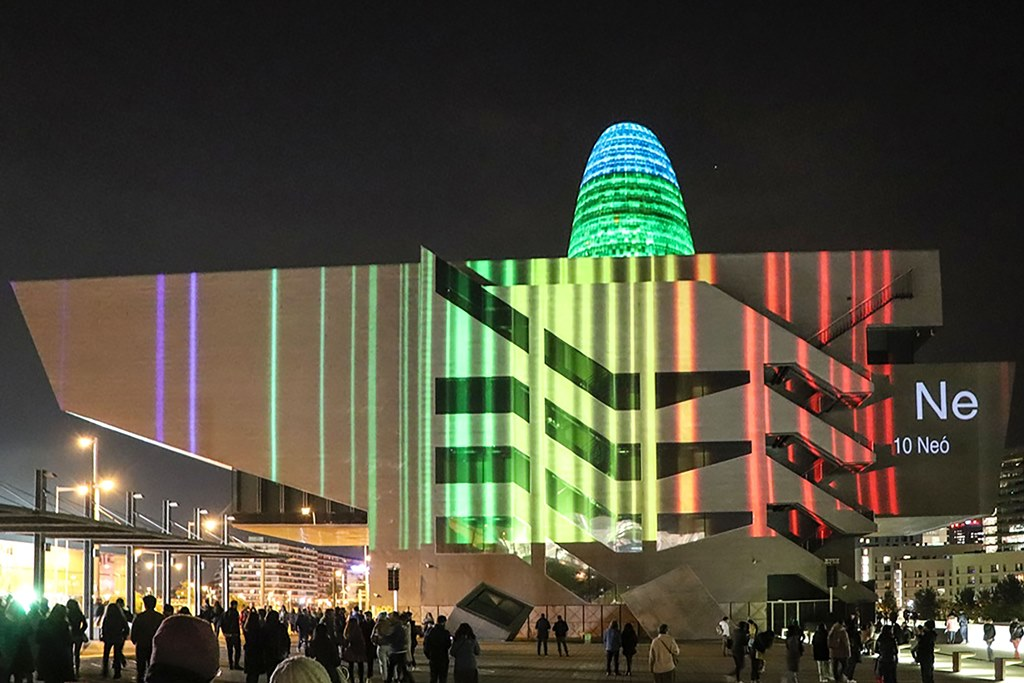
Eugènia Balcells, Freqüencies

Hi participen 31 muntatges lumínics d'escoles d’art, disseny, il·luminació i arquitectura amb 14 artistes. L'artista convidada és Eugènia Balcells qui presenta dues instal·lacions amb el tema La llum com a veu de la matèria. La projecció de la seva obra Freqüències sobre la façana del Museu del Disseny mostra els símbols químics de cada element, i l’obra De l’infraroig a l’ultraviolat qui il·lumina l'edifici veí de les Glòries mostra horitzons de color a escala urbana.
L'obra de Jordi Mitjà No mireu fixament permet apropar-se a les videoprojeccions i a les imatges retroprojectades deambulant per la instal·lació de l'espai al Hangar.
La instal·lació Agorythm (Onionlab) al Campus del Poblenou de la UPF pretén submergir-nos en una àgora de dades: és troba amb els números de la ciutat que analitzen la qualitat de l’aire, el consum elèctric, la contaminació acústica o la mobilitat a la ciutat.
Al Pati del Museu Can Framis, els artistes Lolo & Sosaku han creat una instal·lació on és pot veure com es formen refraccions i reflexos en escultures cinètiques d’alumini a partir de raigs lluminosos.

### 11a edició 2022
L'edició del 2022 es va celebrar del 4 al 6 de febrer al Poblenou. Hi participen una vintena d'instal·lacions artístiques qui enguany utilitzen la llum, el moviment, la realitat virtual i la intel·ligència artificial per a explorar noves formes i significats per a la ciutat vinculant art, ciència, tecnologia i societat.

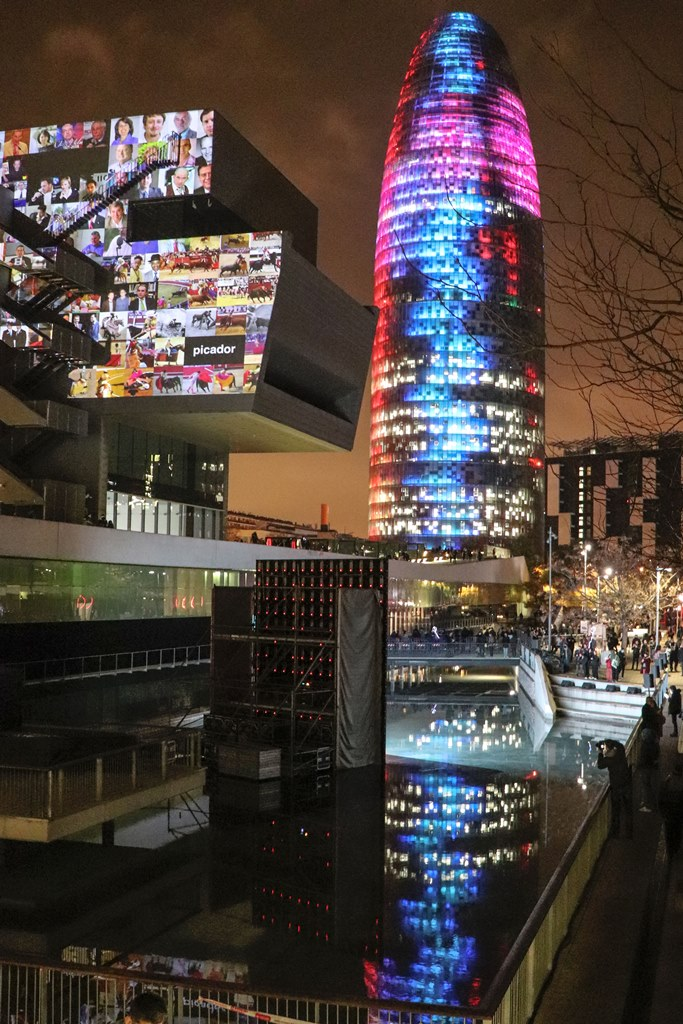
Trevor Paglen, ImageNet

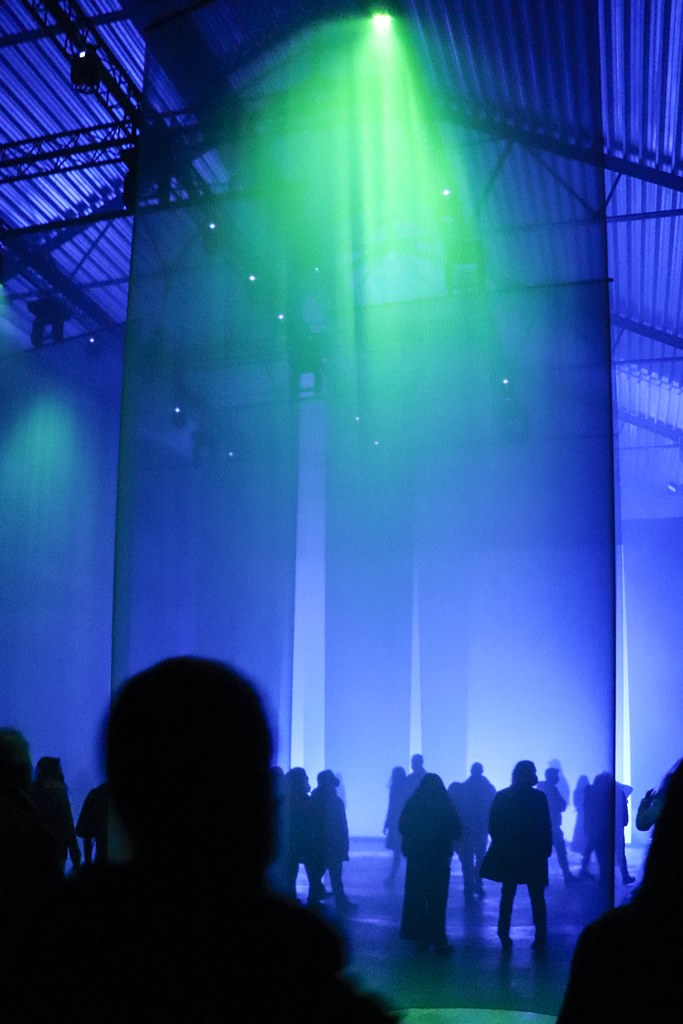
Toni Arola, Limbo

L'artista convidat és Antoni Miralda qui presenta l'obra La Formigonera del PobleNew, una rua formada per formigoneres i motos simbolitzant la metamorfosi urbanística que està vivint el barri del Poblenou.
Trevor Paglen alerta sobre els perills de la intel·ligència artificial en bases de dades amb Faces of ImageNet, una instal·lació interactiva de captació de la cara dels participants projectada sobre la façana del Disseny Hub.
Mix & Match de ProtoPixel és una obra col·lectiva creada pel públic del Festival Llum BCN 2022. Amb quatre tauletes interactives, els visitants podran seleccionar diferents patrons de llum i, d’aquesta manera, s'il·luminarà la torre Glòries.
Limbo de Toni Arola és una mena de laberint transparent en transformació constant gràcies a la llum i al so que fan que l'escenari sigui canviant. Aquesta obra és presentada a l'antiga fàbrica Oliva Artés.

### 12a edició 2023

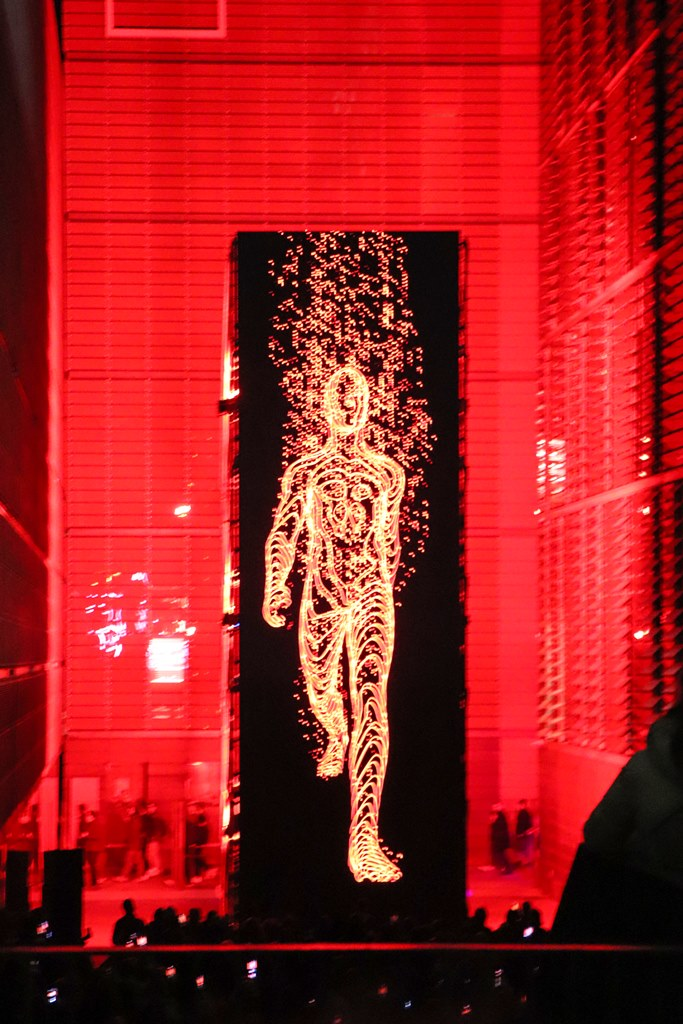
Molonith, de l’artista urbà SpY

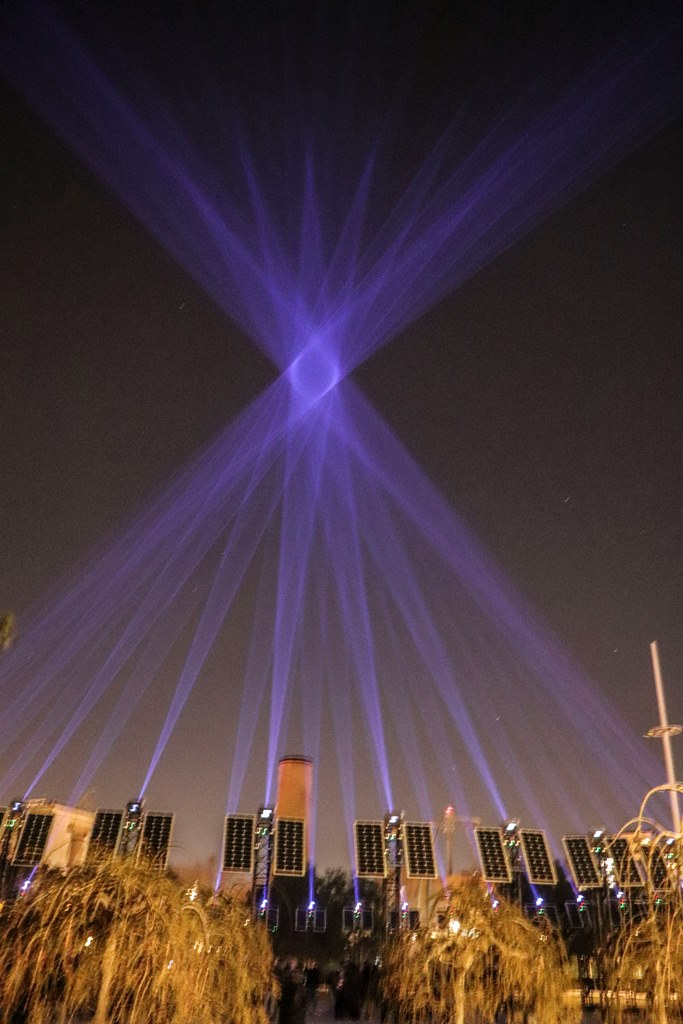
Another Moon, del col·lectiu Kimchi and Chips

Aquesta edició compta amb més de 30 instal·lacions artístiques basades en la llum, distribuïdes pels carrers del barri del Poblenou. Engany reflexiona sobre la crisi climàtica i la importància de les energies renovables.
Hi participen 15 escoles de disseny, art, arquitectura i il·luminació de Barcelona, així com 13 artistes nacionals i internacionals, entre els quals la britànica Chila Kumari Singh Burman, el madrileny SpY i la francesa Vera Molnár. A més de les instal·lacions lumíniques, s'hi troba intervencions obertament lúdiques, com enormes inflables immersius. El cartell d’aquesta edició fa referència a l'Exposició Internacional de Barcelona de 1929.

### 13a edició 2024
Aquesta edició del 2 al 4 de febrer, organitzat per l'Institut de Cultura de Barcelona, conjumina conceptes com l'arquitectura, l'art contemporani, el disseny i la tecnologia, amb propostes d'artistes locals, de les principals escoles d'arquitectura i disseny de la ciutat, i d'artistes de reconegut prestigi internacional.
Compta amb prop de 40 instal·lacions lumíniques que se situen en diferents punts del barri del Parc de la Llacuna i del Poblenou, a més d'altres espais de la ciutat comtal com la façana de la Casa Batlló. A tot això se sumen una desena d'instal·lacions lumíniques del Off Llum BCN.

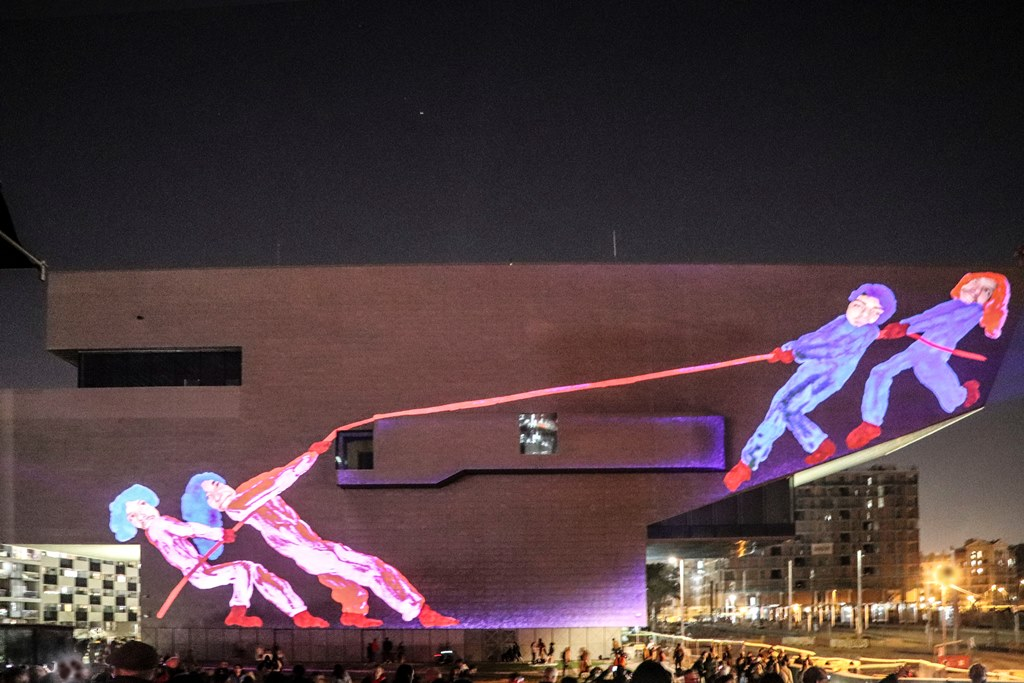
Being Giants
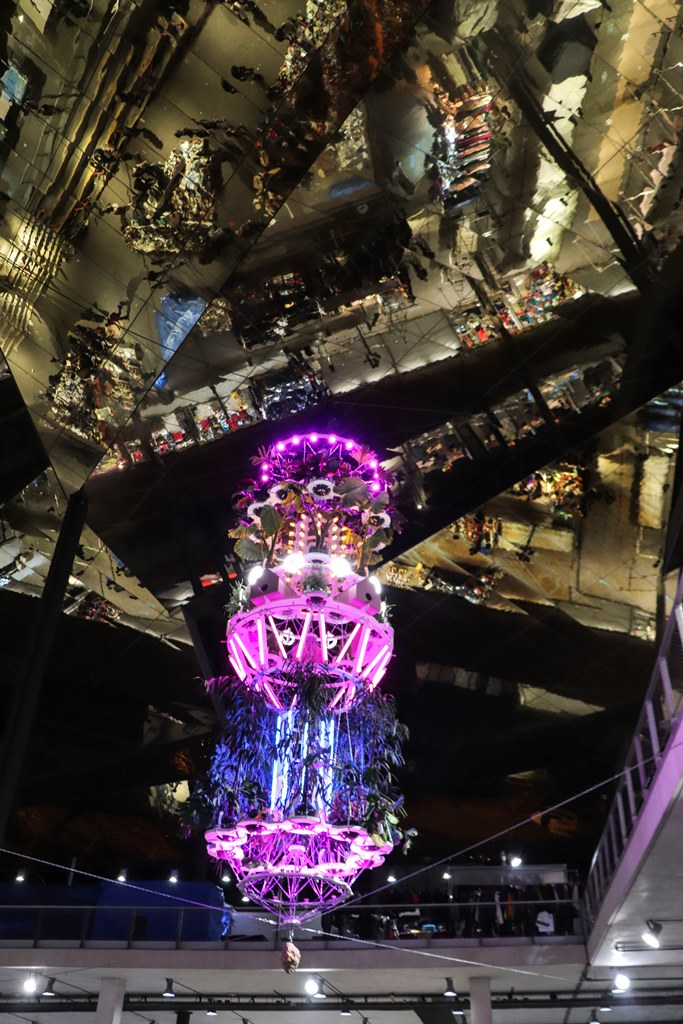
BioDivHub al Mercat dels Encants
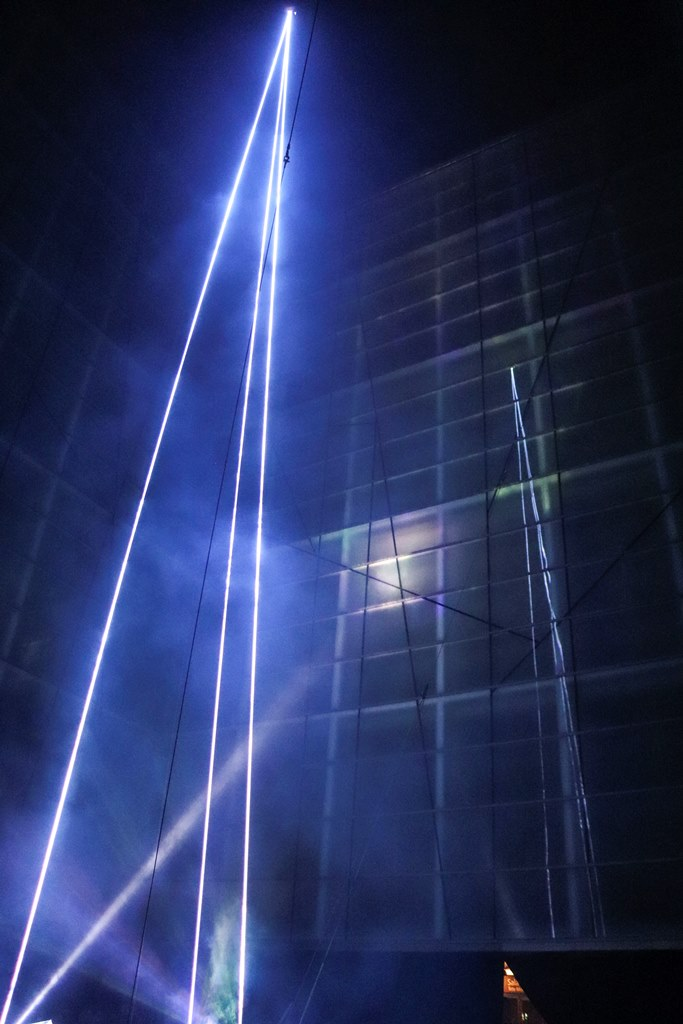
Range in Between
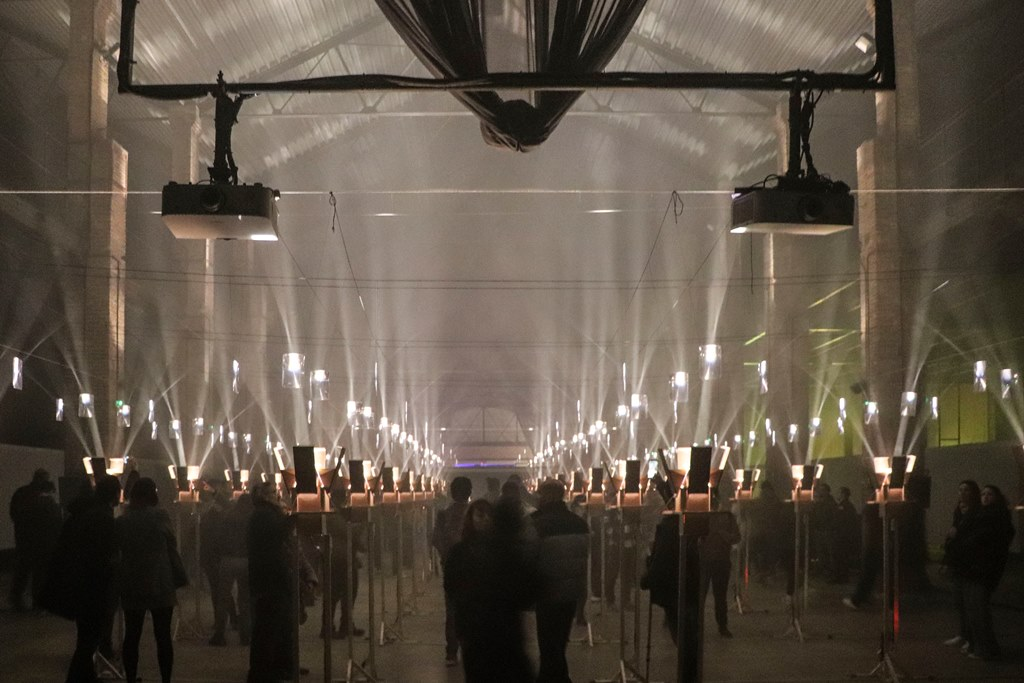
Lux Domus

### 14a edició 2025
Aquesta edició del 7 al 9 febrer incorpora l'escenografia, la dansa, l'art visual i la fotografia per explorar la llum com a recurs transversal amb una programació que inclou figures com el fotògraf i artista digital Joan Fontcuberta, el cineasta i guionista Isaki Lacuesta i la il·luminadora Laura Clos Caturla.
La instal·lació Gènesi.IA de Joan Fontcuberta projecta a la façana del DHUB paisatges virtuals generats per la IA a partir dels versicles del Gènesi des del sorgiment de la llum i la foscor fins als paisatges del Jardí de l'Edèn i de la destrucció de Gaza. Una veu robòtica recita els versicles en diversos idiomes. Les imatges ja no són producte de la imaginació humana, sino del càlcul de la IA.

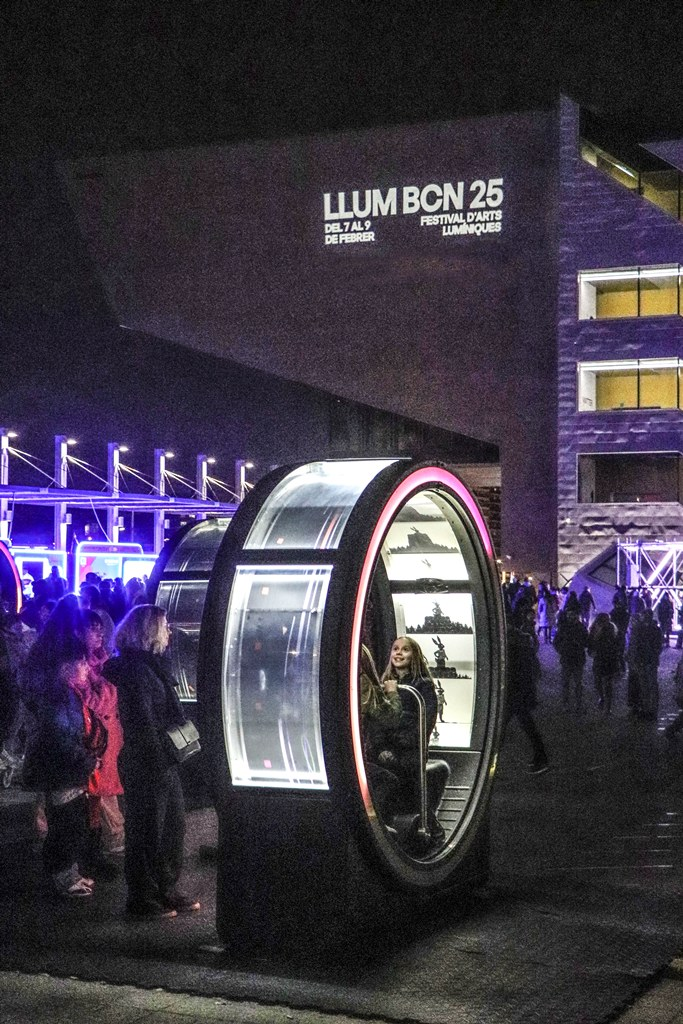
Olivier Girouard, Jonathan Villeneuve & Ottoblix: Loop
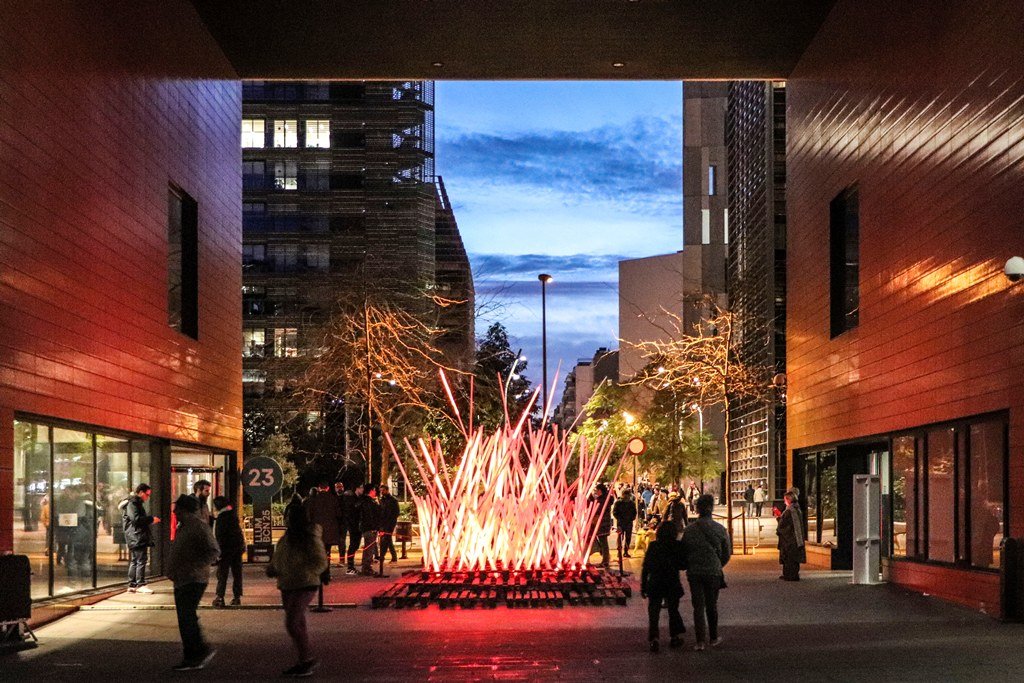
ETSALS: Flame-200
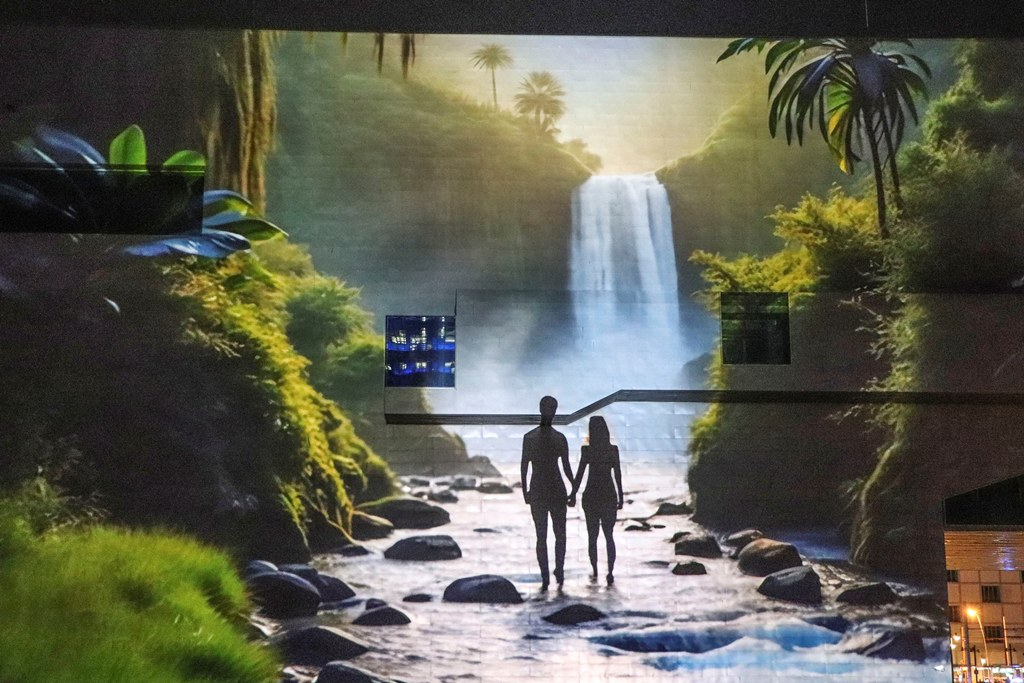
Joan Fontcuberta: Genesis.IA
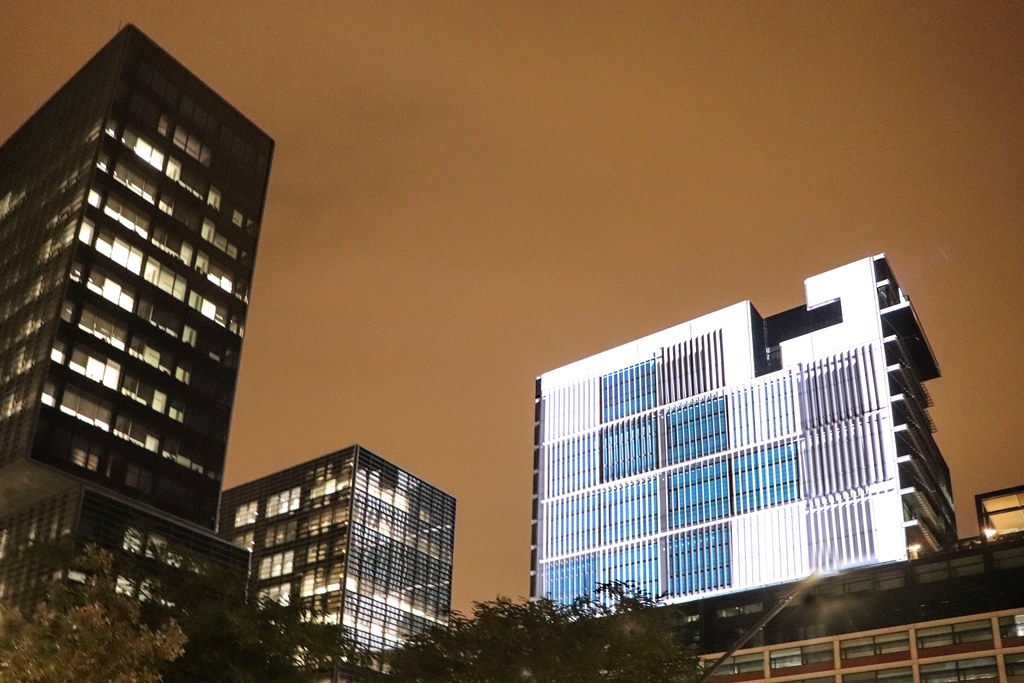
Daniel Rossa: Metatecture